# Kinlochbervie
Kinlochbervie är en ort i Storbritannien.   Den ligger i kommunen Highland och riksdelen Skottland, i den norra delen av landet, 800 km norr om huvudstaden London. Kinlochbervie ligger 28 meter över havet och antalet invånare är 480.
Terrängen runt Kinlochbervie är platt åt sydväst, men åt nordost är den kuperad. Havet är nära Kinlochbervie västerut. Trakten runt Kinlochbervie är nära nog obefolkad, med mindre än två invånare per kvadratkilometer. Det finns inga andra samhällen i närheten. Trakten runt Kinlochbervie består i huvudsak av gräsmarker.